# Montjoie-en-Couserans
Montjoie-en-Couserans (okzitanisch Montjòi de Coserans) ist eine französische Gemeinde mit 1.001 Einwohnern (Stand: 1. Januar 2022) im Département Ariège in der Region Okzitanien.

## Lage und Klima
Montjoie-en-Couserans liegt im Pyrenäenvorland gut 90 km (Fahrtstrecke) südwestlich der Stadt Toulouse bzw. nur etwa 2 km östlich von Saint-Lizier in einer Höhe von ca. 400 m. Die Gemeinde besteht aus mehreren Dörfern, zahlreichen Weilern sowie Einzelgehöften. Der Fluss Baup durchquert die Gemeinde westwärts und bildet streckenweise die südliche Gemeindegrenze. Montjoie-en-Couserans liegt innerhalb des Regionalen Naturparks Pyrénées Ariégeoises. Weite Teile der Gemeinde sind bewaldet. Der höchste Punkt der Gemeinde ist der Tuc de Montcalivert. Das Dorf Montjoie-en-Couserans liegt an der D218. Die D117 von Foix nach Tarbes verläuft durch den Süden der Gemeinde. Das Klima ist gemäßigt bis mild; Regen fällt überwiegend im Winterhalbjahr.

## Bevölkerungsentwicklung
| Jahr                      | 1800 | 1851 | 1901 | 1954 | 1999 | 2020 |
| Einwohner                 | 1555 | 1902 | 1594 | 847  | 977  | 1010 |
| Quelle: Cassini und INSEE |      |      |      |      |      |      |

Der deutliche Bevölkerungsrückgang um die Mitte des 20. Jahrhunderts ist überwiegend auf die Mechanisierung der Landwirtschaft, die Stilllegung von bäuerlichen Kleinbetrieben („Höfesterben“) und die daraus resultierende Arbeitslosigkeit auf dem Lande zurückzuführen.

## Geschichte
Die von Alfons von Poitiers, dem Bruder von Ludwig dem Heiligen, und dem Bischof von Couserans im Jahr 1268 gegründete Bastide war in den Hugenottenkriegen (1562–1598) und selbst noch in der Zeit danach von Übergriffen protestantischer Truppen betroffen. Im Mittelalter lag der Ort innerhalb der Provinz Couserans, die wiederum ein Teil der Provinz Gascogne war. Die Gemeinde gehörte von 1793 bis 1801 zum District Saint-Girons. Die Gemeinde in ihrem heutigen Umfang entstand zwischen 1790 und 1794 durch die Vereinigung der Gemeinden Audinac, Baliar, Lara und Montjoy. Bis zum Jahr 1936 hieß die Gemeinde Montjoie; seither trägt sie den aktuellen Namen.

## Sehenswürdigkeiten
- Wehrkirche Notre-Dame-de-l’Assomption in Montjoie-en-Couserans (älteste Teile aus dem 12. Jahrhundert), seit 1901 ein Monument historique[1]
- Kirche Saint-Étienne in Baliar
- Kirche Saint-Hilaire et Sainte-Eulalie in Lara
- Kirche Église de la Nativité-de-la-Sainte-Vierge in Les Baudis
- Stadtpforte/Stadttor, seit 1965 ein Monument historique[2]
- Gipfelkreuz auf dem Tuc de Montcalivert
- Wegkreuz Croix de Salucie an der D218
- ehemaliges Thermalbad in Audinac
- Schloss Château Belloc, heute eine Baumschule für Weihnachtsbäume
- Schloss Château de Seignan, heute ein Hotel
- Denkmal für die Gefallenen in Baliar[3]
- Denkmal für die Gefallenen in Lara[4]
- Denkmal für die Gefallenen in Les Baudis[5]
- Denkmal für die Gefallenen in Montjoie-en-Couserans[6]
- Gedenkstein für 23 Gefallene der Résistance im Weiler Audinac[7]
- mehrere Wegkreuze

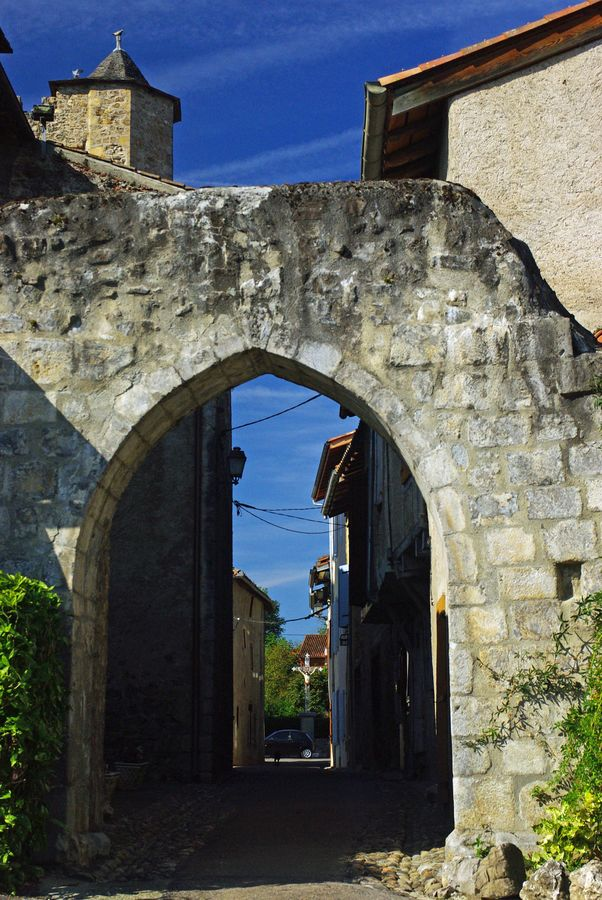
Stadtpforte von Montjoie-en-Couserans
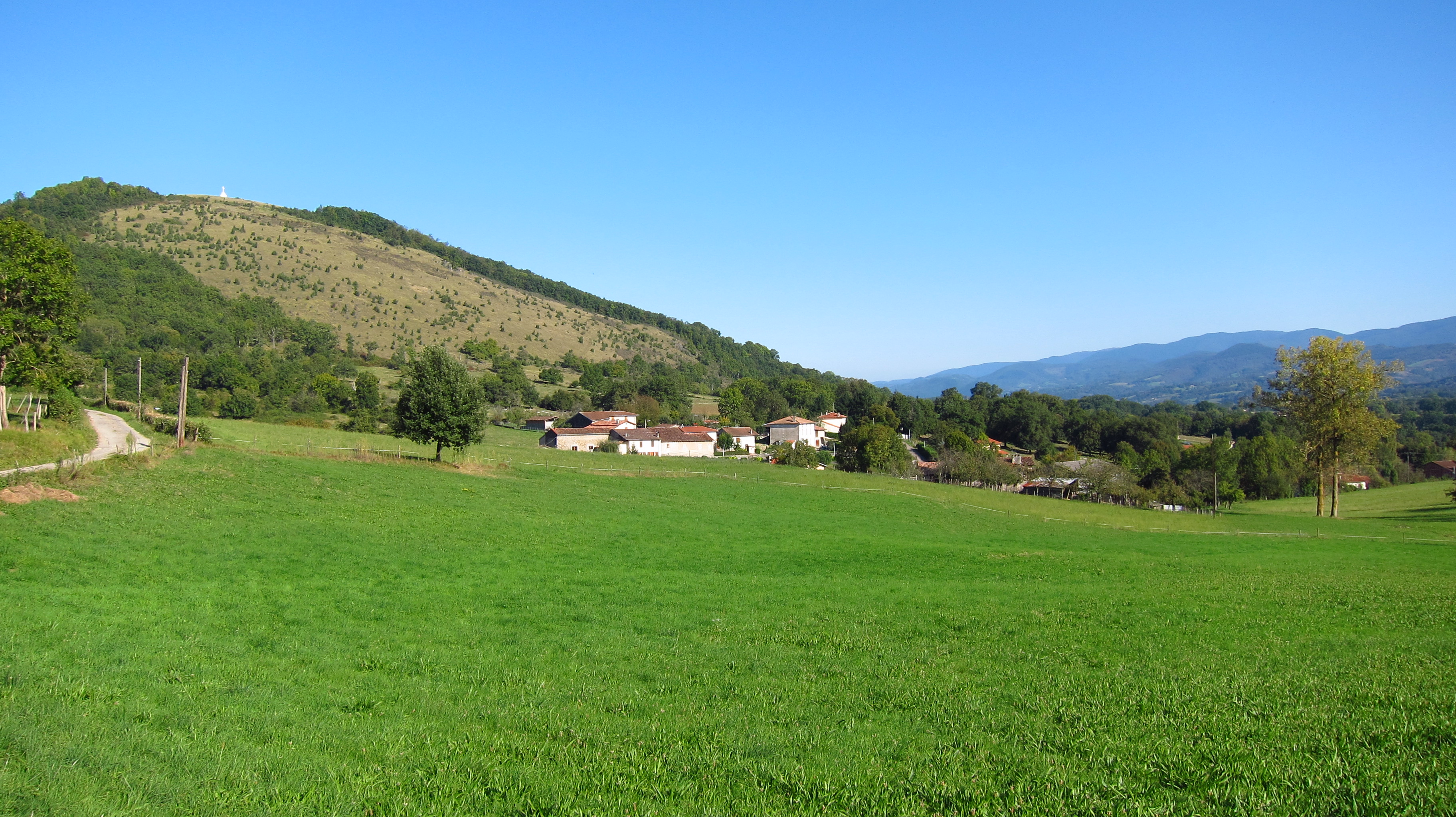
Tuc de Montcalivert mit Gipfelkreuz und der Weiler Maubresc
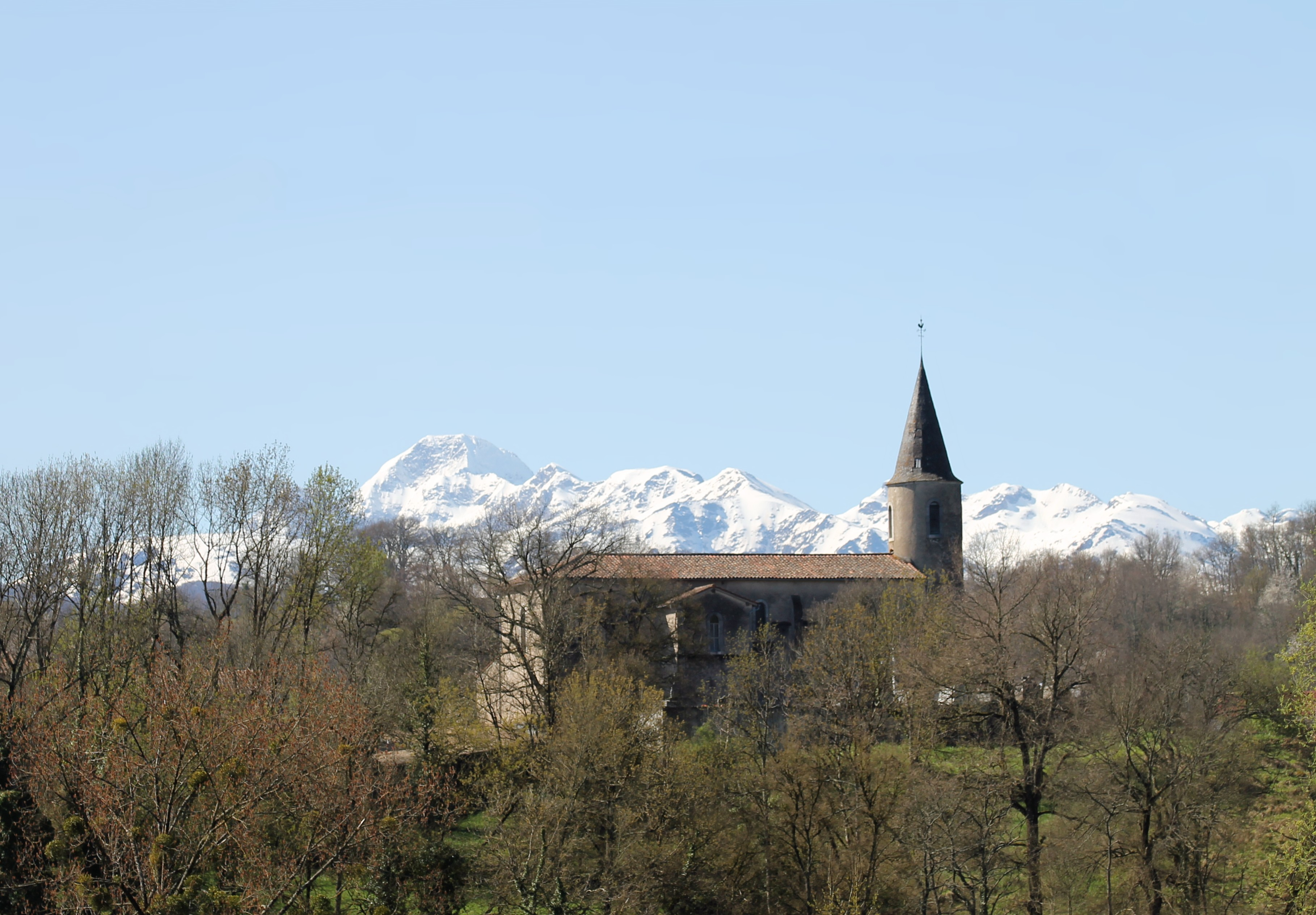
Kirche Saint-Hilaire-et-Sainte-Eulalie in Lara
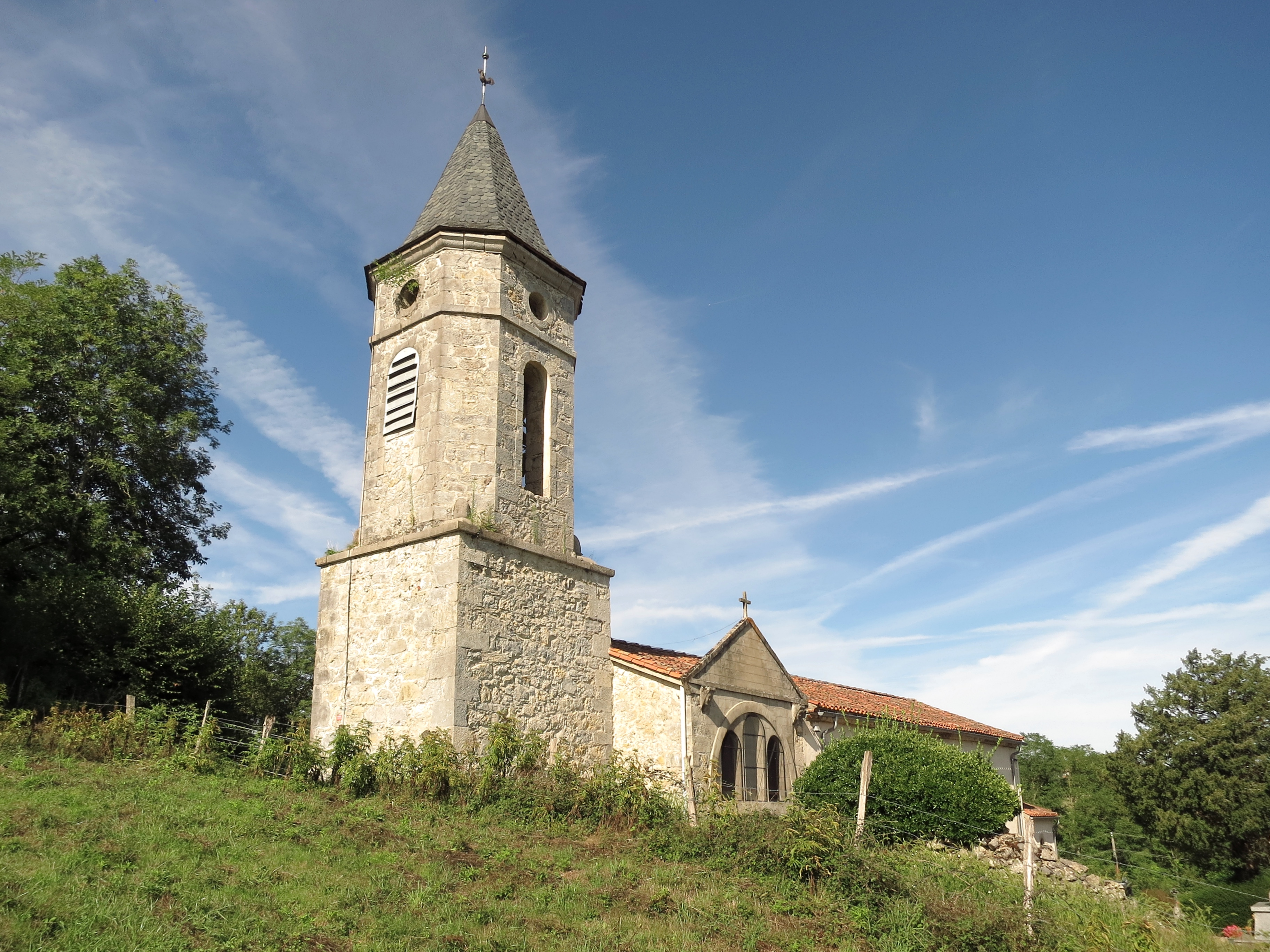
Kirche Aint-Étienne in Baliar
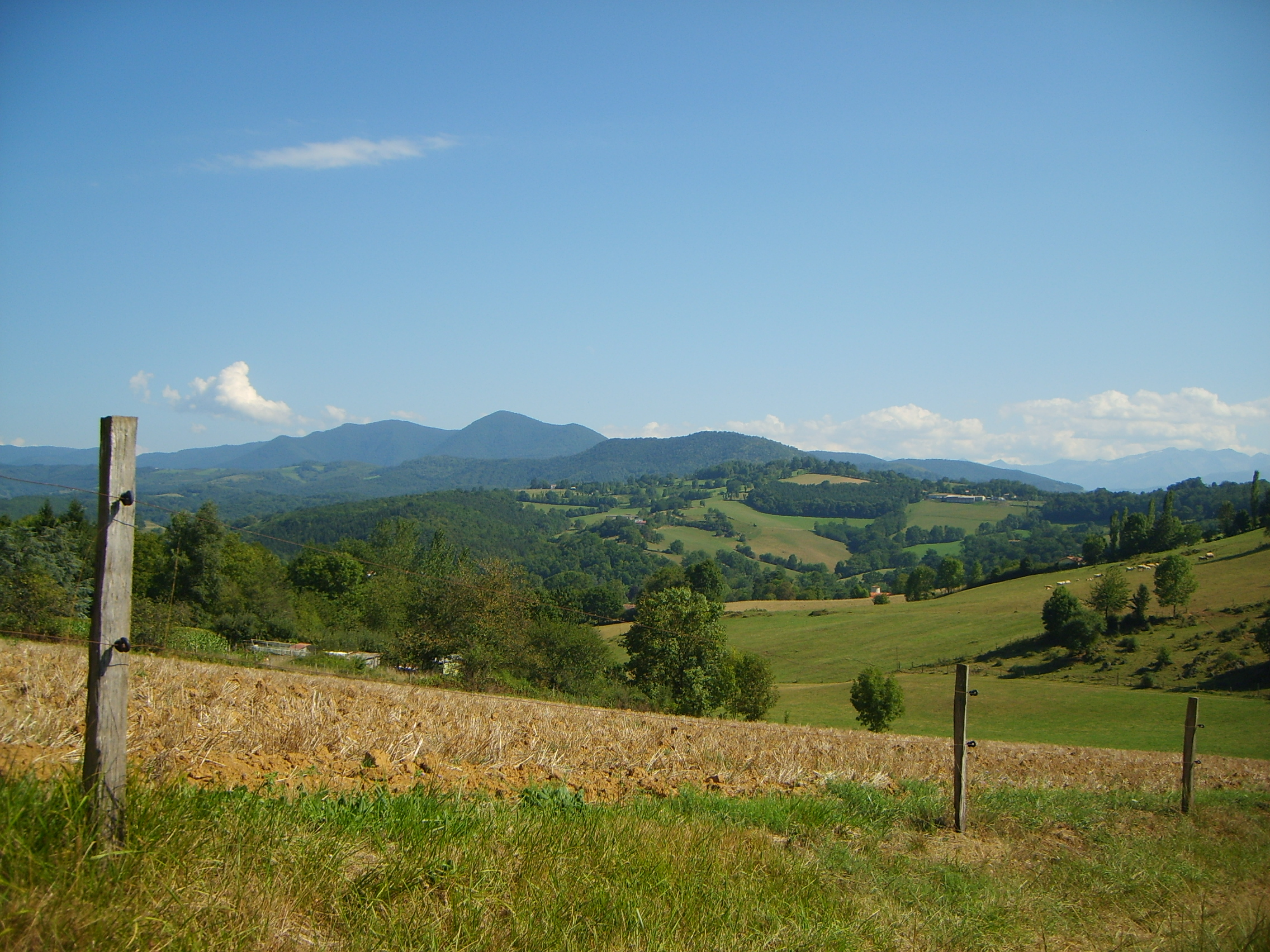
Landschaft zwischen Montjoie-en-Couserans und Saint-Lizier
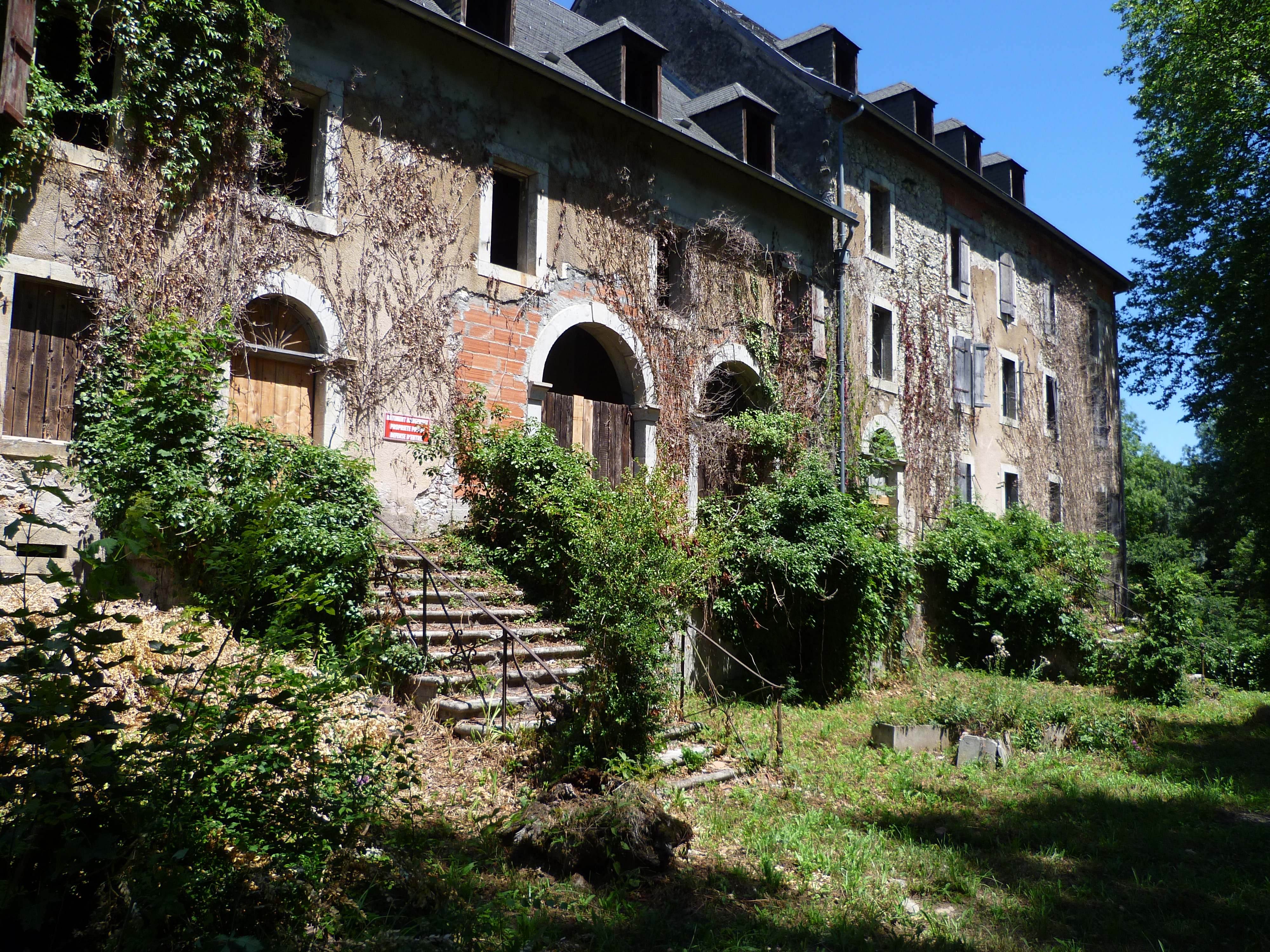
Hotel des ehemaligen Thermalbads in Audinac